# Kazimiera Augustowska
Kazimiera Augustowska (ur. 1924) – polska „Sprawiedliwa wśród Narodów Świata”. 

## Życiorys
Podczas II wojny światowej Kazimiera Augustowska (z domu Rybowicz) mieszkała we wsi Wilków, wówczas leżącej na terenie dystryktu warszawskiego, dziś zaś woj. mazowieckie. Będąc szesnastoletnią nastolatką, zaangażowała się w pomoc w ukryciu swojej żydowskiej koleżanki, Chany Goldberg. Umożliwiło to wsparcie cioci, Serafiny Biskupskiej, właścicielki gospody w Wilkowie. Kazimiera postanowiła przekazać Chanie swój akt chrztu przez co ta od tej pory posługiwała się nazwiskiem Rybowicz. Dostarczała jej także jedzenie, gdy ta przebywała w ukryciu.
7 lipca 1986 r. Instytut Jad Waszem uhonorował Kazimierę Augustowską medalem „Sprawiedliwy wśród Narodów Świata”.